# Virginia Apgar
Virginia Apgar (Westfield, New Jersey, 7. lipnja 1909. - New York, New York, 7. kolovoza 1974.), američka anesteziologinja i pedijatrica, koja je najpoznatija po tome što je razvila indeks za procjenu vitalnosti novorođenog djeteta, koji po njoj nosi naziv Apgar indeks. 
Virginia Apgar je u svoje vrijeme bila jedna vodećih stručnjaka na području anesteziologije i teratologije i jedna od utemeljiteljica neonatologije.

## Sestrinski projekti
|  | Zajednički poslužitelj ima još gradiva o temi Virginia Apgar |